# Buster Keaton
Joseph Frank Keaton, detto Buster (Piqua, 4 ottobre 1895 – Woodland Hills, 1º febbraio 1966), è stato un attore, comico, regista e sceneggiatore statunitense, tra i maestri del periodo del cinema muto classico.
Divenne celebre per l'espressione stralunata e malinconica dei suoi personaggi e soprattutto per il suo talento "acrobatico" nelle gag che portava sullo schermo cinematografico e televisivo. Il suo personaggio rappresenta sempre il piccolo uomo, l’essere assolutamente marginale, insignificante eppure capace di grandi cose. L'American Film Institute lo inserì al ventunesimo posto tra le più grandi star della storia del cinema.
In Italia fu conosciuto anche con il nome di Saltarello.

## Biografia

### Esordi sul palcoscenico
Nacque, primo di tre figli, in una famiglia di attori di vaudeville. I genitori - Joseph e Myra Keaton - collaborarono a lungo con Bessie e Harry Houdini. Il celebre mago frequentava spesso la casa dei Keaton; un giorno «vedendo Joseph Francis uscire indenne, all'età di sei mesi, da un ruzzolone durato due piani di scale esclamò: "What a buster indeed" - che rompicollo». Quindi fu proprio l'illusionista a chiamare "Buster" il piccolo Keaton e tale termine venne adottato dal padre dell'artista come nome per indicare il figlio. 

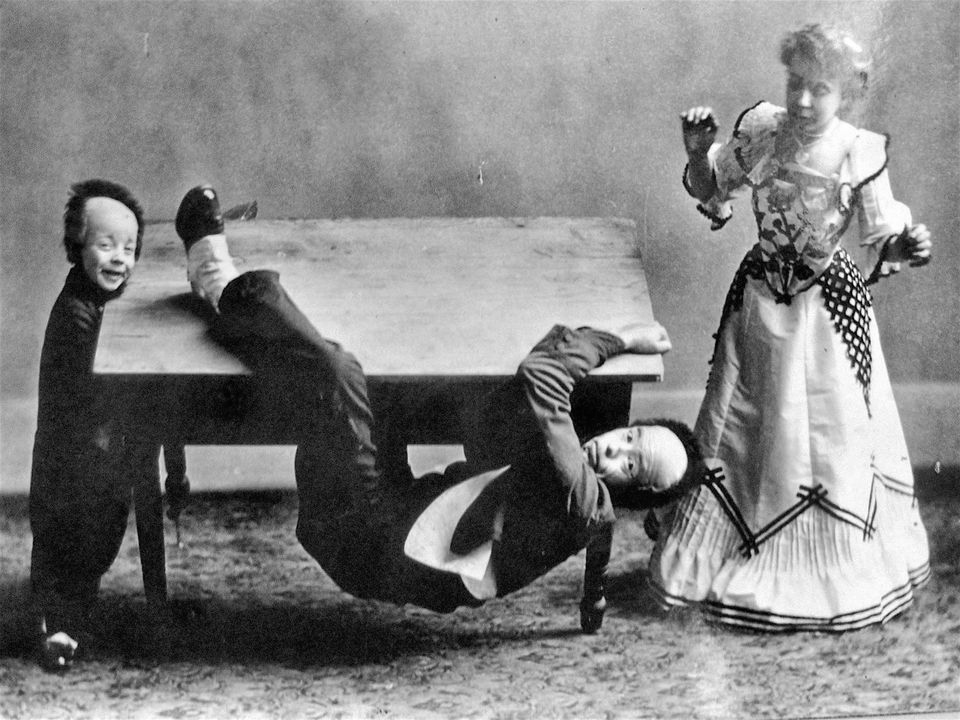
Il piccolo Buster sulla scena del vaudeville con i genitori

Si narra inoltre che sia stato portato in scena ancora in fasce o che, a nove mesi, sia entrato casualmente in scena. Ma si tratta, verosimilmente, di leggende mentre lo stesso Keaton fece risalire il suo esordio ufficiale al 1899 quando aveva tre anni (intervista ai Cahiers du cinéma, 1962), a Wilmington (Delaware), assieme ai genitori nello sketch comico The Three Keatons. La madre Myra suonava il sassofono mentre il padre e il bambino si esibivano al centro del palcoscenico. Il clou dello spettacolo consisteva in un atto acrobatico da parte del bambino che avendo fatto adirare il padre veniva lanciato in aria atterrando con un gigantesco capitombolo. Col tempo l'atto si è evoluto diventando sempre più spettacolare. La maniglia di una valigia fu cucita negli indumenti di Buster per favorire la presa e il lancio da parte del padre e il bambino, gettato a lunga distanza sul palcoscenico e poi anche nell'orchestra o tra il pubblico, perfezionò sempre più la sua tecnica di atterraggio morbido, moltiplicando l'effetto di sorpresa e paura da parte degli spettatori.
Pur non essendo una compagnia tra le più famose, quella dei Keaton non se la passava male, anche se nel corso di una serata a New York il loro spettacolo venne interrotto e i Keaton furono condannati al pagamento di una multa di 300 dollari e fu loro interdetta la recitazione a New York fino al 1909 proprio perché l'impiego del giovane Buster venne considerato sfruttamento di minore e pericoloso per il bambino, anche se lo stesso Keaton ha sempre ripetuto di non essersi mai fatto male sul palcoscenico e che anzi si divertiva così tanto che per evitare di rovinare la scena con le proprie risate, adottò quella espressione impassibile che lo avrebbe da allora sempre contraddistinto e reso famoso come attore.
Nel 1906 Buster si cimentò anche come attore bambino in teatro recitando la parte di protagonista nell'adattamento teatrale de Il piccolo Lord. Keaton non l'avrebbe in seguito ricordata come un'esperienza felice. Il melodramma lo annoiava per la sua mancanza di azione e movimento e i lunghi dialoghi da imparare a memoria, una "parte infernale" per un bambino abituato ai ritmi serrati del vaudeville e che non avendo mai frequentato regolarmente una scuola non era a suo agio con la lettura del copione (75 pages ... and no action).
Dopo essersi trasferita in Michigan, la famiglia Keaton partì nel 1909 per una tournée in Inghilterra, che si rivelò però poco fortunata. Tornata negli Stati Uniti, la famiglia continuò a mettere in scena i suoi spettacoli e il crescente successo di pubblico e critica che il giovane Buster ricevette lo convinse nel 1917 a recarsi, da solo, a New York.

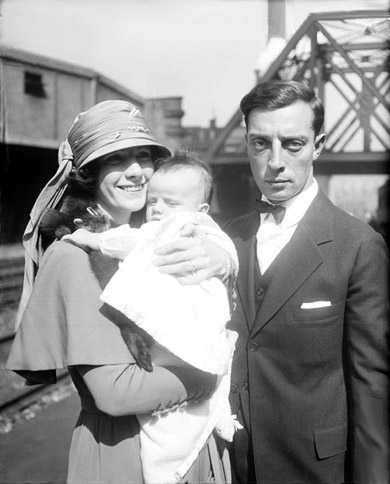
Buster Keaton con la prima moglie Natalie Talmadge e il loro primogenito Joseph Jr., poi battezzato con il nome di "James" per volere della nonna materna Peg (1922)

### Esordio cinematografico
Qui conobbe Natalie Talmadge, che sposò nel 1921. Natalie, oltre a essere sorella di due famose attrici dell'epoca (Norma e Constance Talmadge), era segretaria di produzione di un famoso comico di quel periodo, Roscoe "Fatty" Arbuckle. Natalie presentò Keaton ad Arbuckle e questi gli offrì di lavorare con lui nel cinema con un contratto di 40 dollari la settimana (all'epoca Charlie Chaplin ne guadagnava 1250 la settimana e Arbuckle 1000 al giorno).
Keaton non ebbe esitazioni e il suo primo film fu Fatty macellaio del 1917, cui seguirono altri 14 cortometraggi tra il 1918 e il 1919, tra i quali Chiaro di luna, Il fattorino, Fatty alla festa, Il cuoco. I due diventarono presto amici; per lavorare con Arbuckle, Keaton rinunciò a un'importante parte che gli era stata offerta per una rivista a Broadway. Ebbe così inizio la carriera di uno dei più grandi comici che abbiano calcato i set del muto.
Nel 1918 Keaton interruppe temporaneamente la carriera per svolgere il servizio militare in Francia. Terminata questa esperienza, girò con Arbuckle altri tre film appartenenti al genere cosiddetto slapstick comedy, in cui la trama è spesso esile, basata su una continua serie di gag spesso slegate l'una dall'altra, filmate in un unico ambiente.

### Dietro la macchina da presa
Sul finire del 1919 Joseph Schenck, che aveva sposato Norma Talmadge (e che nel 1916 aveva creato la Comique Films per cui lavorava Arbuckle) propose a Keaton di creare una compagnia autonoma, la Buster Keaton Comedies. Fu così che Keaton si mise in proprio, ma, prima di tornare al cortometraggio, accettò di interpretare un film di ben sette bobine - The Saphead - che costituì una sorta di cerniera tra il primo periodo e il ben più significativo secondo periodo in cui Keaton oltre che interprete fu anche soggettista, sceneggiatore e regista.

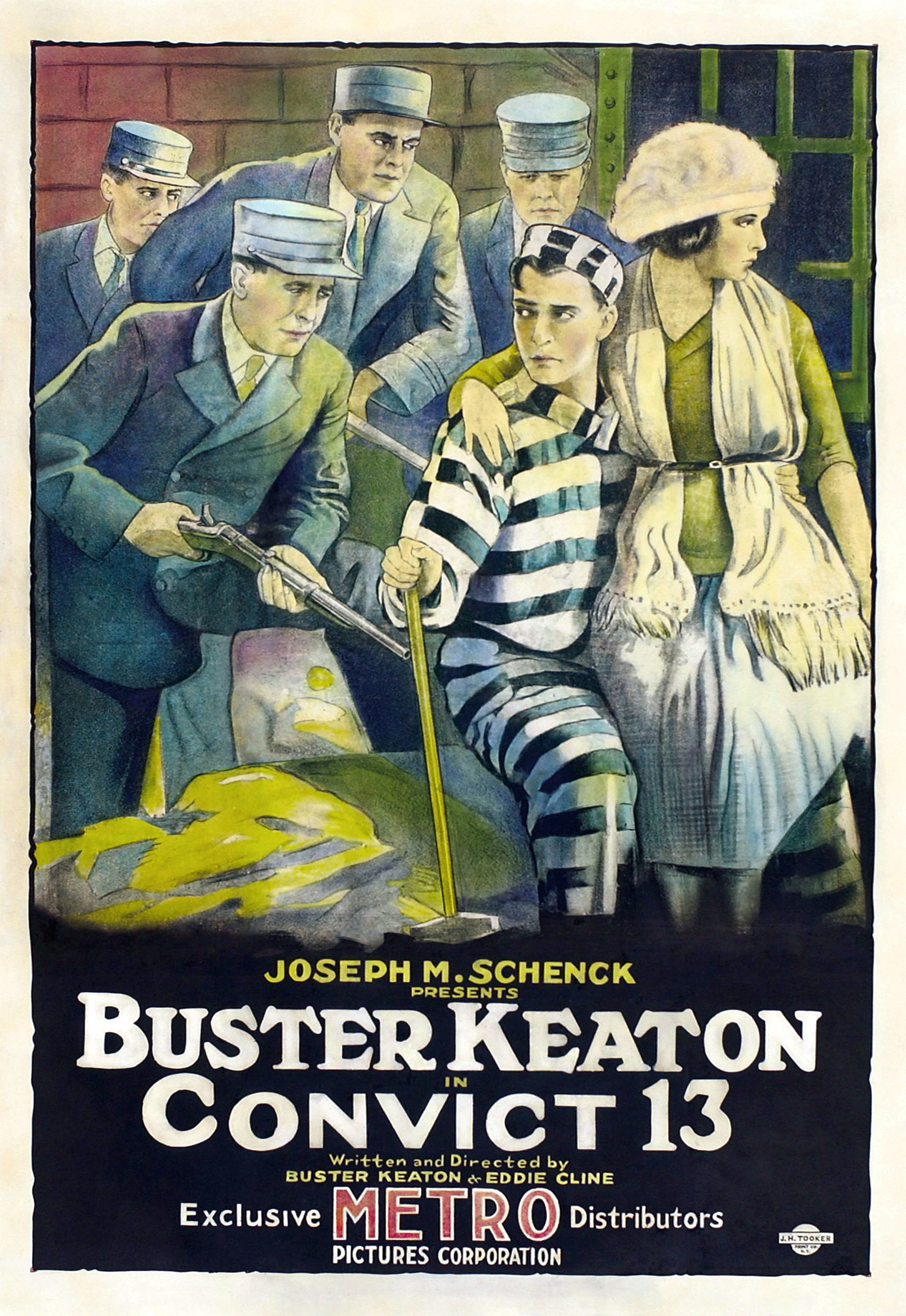
Il carcerato n. 13 (1920)

Il primo cortometraggio di questa seconda fase della sua carriera cinematografica è Tiro a segno (The High Sign) anche se per molti anni si è pensato che fosse Una settimana. L'equivoco si spiega con il fatto che il neoregista estremamente esigente non rimase soddisfatto della sua prima prova e il film fu distribuito oltre un anno dopo essere stato girato (la prima è dell'aprile 1921) quando Keaton era costretto all'inattività a causa di un incidente occorsogli sul set.
Tra il 1920 e 1923 Keaton interpretò 23 cortometraggi di cui curò anche la regia (sempre insieme con Eddie Cline, tranne due in cui lo affiancò Mal St. Clair e uno diretto dal solo Keaton). La visione di queste pellicole, anche di quelle meno riuscite, mostra una netta discontinuità con quelle interpretate e dirette da Arbuckle. I film diretti da Keaton hanno una trama e una loro precisa riconoscibilità. L'attore regista mostra una notevole padronanza tecnica. Il suo processo di maturazione artistica è rapido ma ben visibile.
Le singole pellicole, pur molto diverse tra loro, evidenziano l'eclettismo di Keaton ma anche alcuni temi cari al regista e ricorrenti anche negli anni successivi, primo tra tutti il rapporto tra opposti e soprattutto quelli tra veglia e sogno, tra realtà e finzione, tra il normale e l'imprevisto (e imprevedibile). Un rapporto i cui margini sono spesso sfumati e inafferrabili. La caratteristica che forse è però più evidente è la struttura narrativa: "i suoi cortometraggi erano pensati come se fossero dei lungometraggi - come dei lungometraggi corti insomma" (G. Cremonini). E questo gli consentì di fare ciò che riuscì a pochi (e tra questi Chaplin con Il monello): passare senza alcun problema a ideare, dirigere e interpretare pellicole di durata decisamente maggiore.

### Lungometraggi
In verità il contratto firmato con la First National prevedeva venti cortometraggi, ma l'ultimo non fu mai realizzato. Quando infatti Keaton stava per incominciarne la lavorazione, Joseph Schenck ricevette dal presidente della compagnia un telegramma in cui si dichiarava non interessato al rinnovo del contratto. In seguito si seppe che il telegramma aveva il solo scopo di evitare che il rinnovo fosse maggiormente oneroso per la First National, ma intanto Keaton aveva deciso di non realizzare quell'ultimo lavoro e aveva accettato l'offerta della Metro Pictures Inc. (la futura Metro-Goldwyn-Mayer) di distribuire dei lungometraggi da lui diretti.
Prima dell'avvento del sonoro ne interpretò dodici (anche se l'ultimo non fu diretto da lui) tra il 1923 e il 1929; le riprese duravano mediamente otto settimane e altre due o tre erano dedicate al montaggio. Se nei primi film Keaton ebbe piena libertà, negli ultimi le influenze delle major si fecero sempre più forti e anche la qualità dei film inevitabilmente ne risentì. Lo stesso Keaton in seguito confessò: «Nel 1928 commisi l'errore più grande della mia vita. Mi lasciai convincere da Joe Schenck, mio malgrado, a rinunciare ai miei studios per lavorare con la Metro-Goldwyn-Mayer.» In realtà non aveva scelta. Lo stesso Schenck voleva passare alla grande distribuzione cinematografica, sicché "vendette" il contratto di Keaton.

### Il matrimonio con Natalie Talmadge

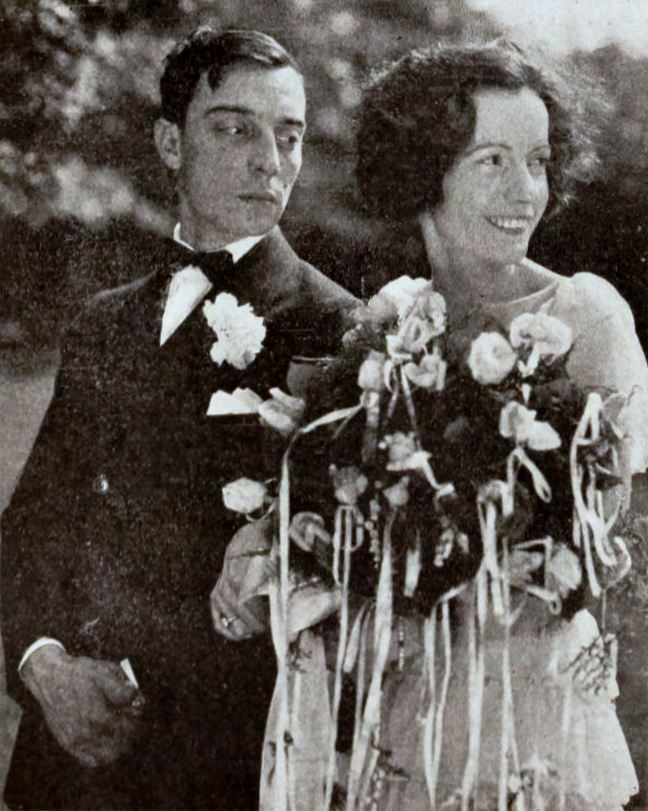
Buster Keaton sposa Natalie Talmadge, 31 maggio 1921

Il 31 maggio 1921 sposò finalmente Natalie Talmadge, diventando così cognato del suo produttore Joseph Schenck. Si pensa che fu proprio Schenck a organizzare il matrimonio per una questione di nepotismo e per avere così un sicuro introito per sé e per la famiglia Talmadge. Comunque la terza moglie di Keaton, nel documentario televisivo Buster Keaton An Hard Act To Follow del 1987, asserisce che i due si sposarono per vero amore.
Natalie, sentendosi da sempre complessata e in un netto stato di inferiorità rispetto alle sorelle (sebbene avesse un rapporto ottimo con loro), spendeva molto denaro in abiti lussuosi che non indossava mai e si lasciava influenzare dalla onnipresente madre, che arrivò ben presto a prendere le redini della casa della giovane coppia. Keaton così arrivò a perdere ogni voce in capitolo nella gestione della propria famiglia e ben presto Natalie mise in secondo piano i desideri e le opinioni del marito. A Keaton non restò altro che gettarsi totalmente nel lavoro e trascorrere felici momenti con i figli quando non lavorava.
Nel 1922 e nel 1924 i Keaton diventarono infatti genitori di James e Robert, ma, dopo la nascita del secondo figlio, Natalie, spinta dalla madre e dalle sorelle, decise di non avere più alcun rapporto fisico con il marito per evitare ulteriori gravidanze. Dopo soli tre anni di matrimonio i due vissero di fatto separati in casa e questo fu un grande sconforto per Buster, dato che erano ancora molto innamorati. Tuttavia Keaton, con il "permesso" del clan Talmadge, ebbe relazioni fedifraghe a patto di fare il tutto con discrezione.
Questo patto di discrezione stipulato con la moglie resistette fino al 1929, anno in cui conobbe Dorothy Sebastian, conosciuta durante le riprese di un film per la Metro-Goldwyn-Mayer: la loro fu una relazione alla luce del sole, "un segreto di Pulcinella". La Sebastian rappresentò per l'attore tutto quello che la moglie Natalie non voleva più offrirgli. Fu una relazione intensa, fatta di complicità e di divertimento, ma, dato che Keaton era sposato, l'attrice decise di troncare sposandosi con un amico attore perché voleva una famiglia. Si riuniranno nel 1937, entrambi liberi dai reciproci vincoli matrimoniali. Ironia della sorte, la relazione si interruppe nuovamente e in modo definitivo quando un'altra donna entrò nella vita di Keaton, diventando in seguito la sua terza moglie: Eleanor Norris, all'epoca appena ventenne.

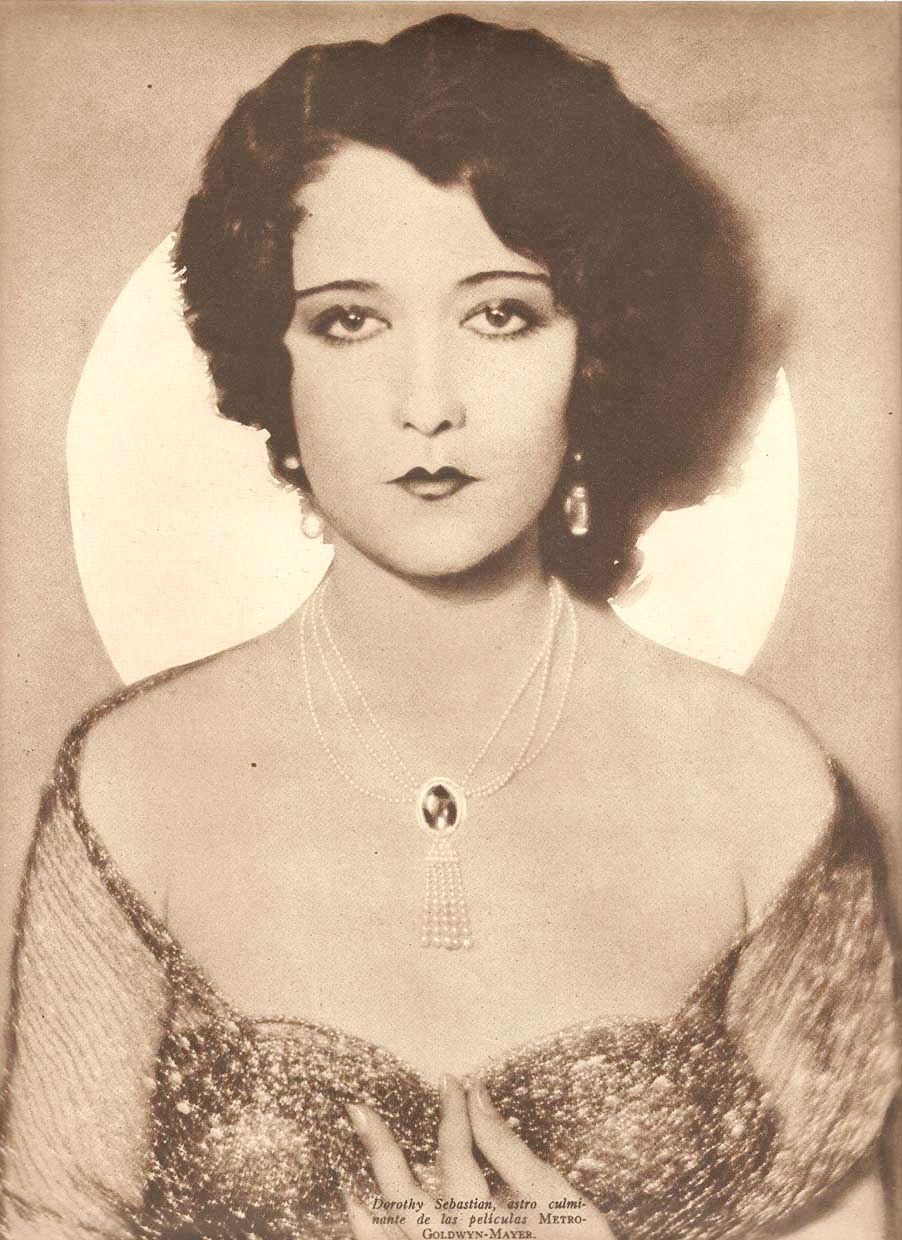
Dorothy Sebastian fu la co-star di Buster Keaton in Io... e l'amore (1929); i due ebbero una lunga relazione anche fuori dal set.

### Arrivo del sonoro e declino
Le difficoltà con la Metro-Goldwyn-Mayer furono però solo l'inizio. L'avvento del sonoro infatti implicò una trasformazione complessiva del linguaggio cinematografico che fece molte vittime tra le star del muto. Tuttavia, la difficoltà di Keaton non stava direttamente nel problema del sonoro: aveva una voce baritonale e priva di accento, risultando quindi perfettamente idoneo per i film sonori, ma quel nuovo mondo delle grandi industrie cinematografiche lo spaesò non poco, era lontano dal suo modo di fare cinema.
Infine, come sottolinea il biografo Jeffrey Vance, la MGM non aveva capito cosa aveva portato Keaton al successo, relegandolo progressivamente in ruoli di caricatura, creando un personaggio che chiedeva compassione, una cosa che non aveva mai fatto prima: Keaton poteva tollerare il fallimento del suo matrimonio, ma non la perdita della libertà nel suo lavoro. Incominciò così a bere.
Nel 1929 Keaton girò il suo primo film sonoro: Hollywood che canta dove ebbe una piccola parte; recitò nel film Io... e l'amore (Spite Marriage 1929) e cominciò una relazione altalenante con la protagonista Dorothy Sebastian. I successivi film - che furono girati anche in versioni francesi, tedesche e spagnole, perché non esisteva il doppiaggio - non erano all'altezza dei precedenti, anche se ebbero un enorme successo al botteghino. Ormai l'attore sembrò essere quasi una vittima predestinata del sonoro e nel febbraio 1932 venne addirittura licenziato dalla Metro-Goldwyn-Mayer. Louis B. Mayer l'aveva cacciato in un momento d'ira dopo una accesa discussione, dato che Keaton arrivava spesso sul set ubriaco, rallentando enormemente i tempi della produzione del film What! No Beer? dove l'attore per l'ennesima volta era affiancato dall'italo-americano Jimmy Durante. Allora Irving Thalberg, braccio destro di Mayer, tentò di convincere Keaton a ritornare agli Studios nella speranza di riuscire a mettere pace tra i due e riassumerlo, ma Keaton rifiutò, in preda forse, al vortice autodistruttivo dell'alcolismo.
Lo stesso anno Natalie Talmadge chiese il divorzio e gli portò via una buona parte del loro patrimonio, compresa la loro lussuosa Italian Villa. La donna ottenne anche la custodia dei figli cambiando loro il cognome da Keaton a Talmadge; infine, con l'appoggio della sua famiglia, riuscì ad allontanare i due bambini dal padre e interrompere i contatti tra loro. Keaton, senza lavoro, solo, senza più alcun contatto con i figli, si disperò entrando ancor più nel vortice dell'alcolismo. Anni dopo lui stesso raccontò: "I due anni peggiori della mia vita furono quelli tra il 1933 e il 1935. Mi misi a scolare una bottiglia dietro l'altra e fui colpito da un brutto attacco di delirium tremens". Fu ricoverato più volte in clinica per disintossicarsi ma con risultati lontani da quelli sperati.

### Il mistero del secondo matrimonio e il "Limbo" dei primi anni trenta

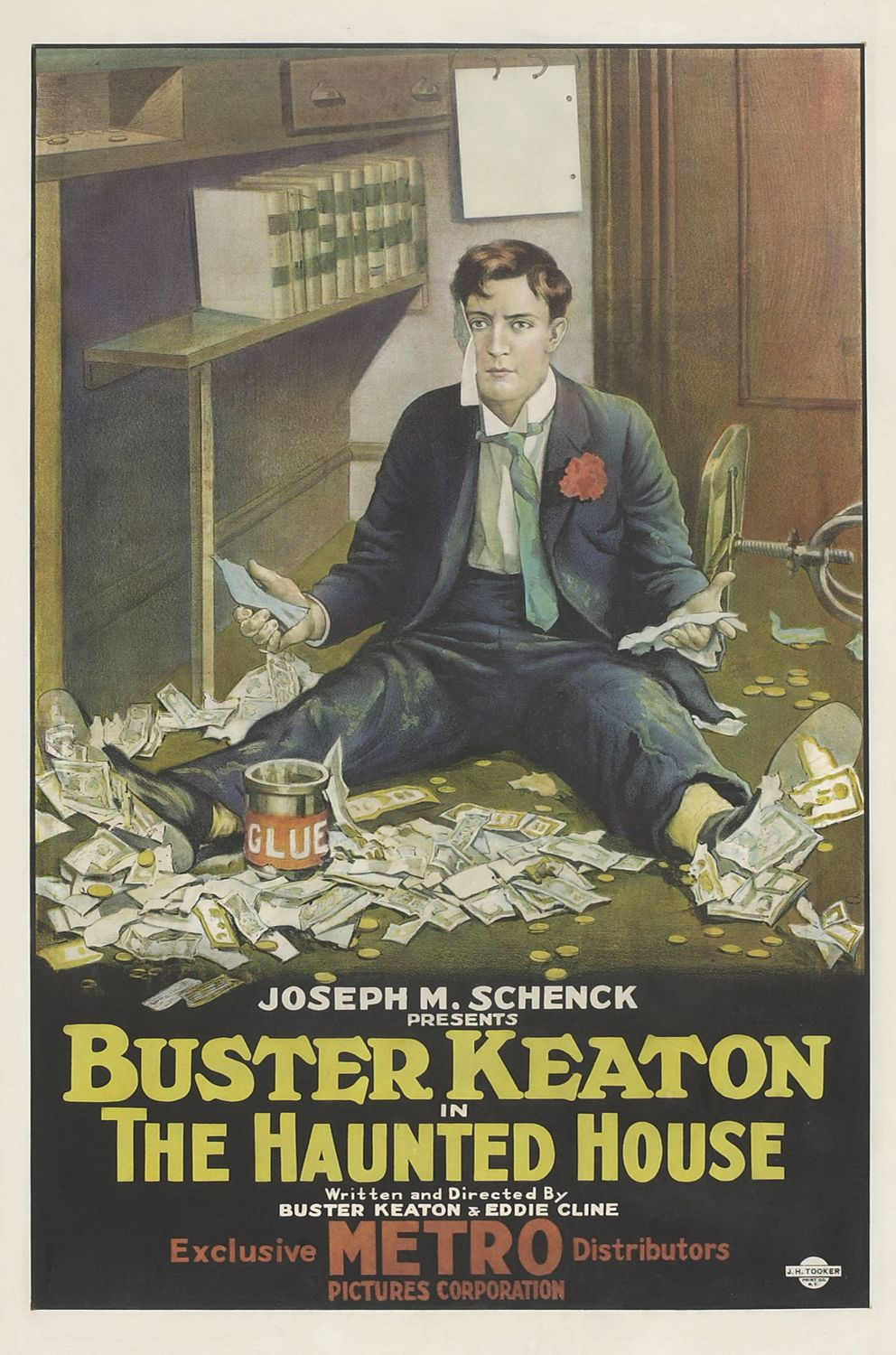
La casa dei fantasmi

Keaton infatti tentò di uscire dal vortice dell'alcolismo ricorrendo all'ambito medico, sicché gli venne affiancata una infermiera, Mae Scrivens, per mantenerlo sobrio. Poco tempo dopo si ritrovò sposato con lei ma, in preda ai fumi dell'alcool durante la cerimonia, non ricordava nulla e, dato che il divorzio con Natalie Talmadge non era ancora ufficiale, Keaton correva pure il serio rischio di essere accusato di bigamia. Una volta arrivato il divorzio convolò a nozze con Mae una seconda volta (da sobrio) nel 1933, forse spinto da una tremenda necessità di non sentirsi solo e la Scrivens, in compenso, desiderava sposare una celebrità del cinema.
La stessa seconda moglie di Keaton dichiarò che solo in occasione della seconda cerimonia aveva scoperto che il vero nome del marito non era "Buster", ma "Joseph". Per guadagnarsi da vivere (dato che la nuova moglie si era licenziata credendo di vivere nel jet-set di Hollywood) nel periodo 1934-1937 interpretò sedici cortometraggi per la Educational Pictures, e prese parte pure alla realizzazione di una pellicola francese, ossia Il re dei Campi Elisi (Le roi des Champs Élysées), con la regia di Max Nosseck (1935). Tuttavia, nel luglio del 1935 Mae, durante una vacanza, sorprese il marito fra le braccia di un'amica di famiglia di lui, la ricca (e sposata) Leah Clampitt Sewell, sicché chiese il divorzio (e un risarcimento dalla donna, che tuttavia non ottenne). Fu un ulteriore colpo per Keaton: all'età di quarant'anni dovette affrontare un secondo divorzio e un secondo danno economico.
Come se non bastasse, la prima moglie Natalie era ritornata all'attacco chiedendo gli arretrati degli alimenti. Keaton cominciò a bere ancora di più, tanto che fu internato nel reparto psichiatrico di un ospedale con una camicia di forza, per impedirgli di bere e salvargli così la vita. Mae, quasi commossa, decise di ritornare alla carica offrendogli il suo aiuto (pubblicizzando il suo pio intento ai giornali), ma Keaton non volle più avere niente a che fare con lei. Nel dicembre di quell'anno Keaton bevve a casa un ultimo cocktail e decise di rimanere sobrio per i successivi cinque anni, riuscendoci.
Mae Scrivens non incontrò mai più il celebre marito, si firmò sempre con l'epiteto "ex signora Keaton"; si sposò altre volte e tentò la carriera di scrittrice. Venne ricoverata in un manicomio negli anni cinquanta, entrando e uscendo dall'ospedale psichiatrico, sottoposta a massicci trattamenti con l'elettroshock. In questi istituti non venivano fornite informazioni circa i pazienti, e quindi è impossibile sapere con precisione che destino ebbe la presunta seconda signora Keaton dagli anni sessanta in poi, o ottenere notizie riguardanti la sua data di morte e il suo luogo di sepoltura.

### Seconda metà degli anni trenta. Il nuovo inizio per Keaton
Dal 1936, ormai sobrio, Keaton riuscì a riprendere il controllo della propria vita dal punto di vista sia professionale sia privato. Fu un periodo sereno per l'attore, che riscoprì il piacere di vivere. La prima moglie Natalie continuava però a tartassarlo con continue ingiunzioni per ottenere altri alimenti, e Keaton chiese nel contempo la custodia dei figli. Sebbene egli avesse ripreso il controllo della sua vita, il tribunale non accolse la sua richiesta, ma neppure l'ex moglie Natalie riuscì a ottenere quanto pretendeva.
Infatti, ogni qualvolta Natalie Talmadge portava il suo ex marito in tribunale, otteneva l'effetto contrario: non solo i giudici non accoglievano le sue richieste, ma diminuivano di volta in volta gli alimenti che Keaton doveva versarle. Alla fine Natalie dovette arrendersi, dato che anche la stampa e l'opinione pubblica erano contro di lei. Sempre nel 1936 Keaton incominciò un flirt con una showgirl, Marlyn Stuart, ma poco dopo riprese la relazione con Dorothy Sebastian, ormai divorziata. Quando la Educational Pictures si trovò costretta a chiudere i battenti tra il 1939 e il 1941, Keaton interpretò dieci cortometraggi per la Columbia Pictures.
Sono pellicole dirette da altri con pochi mezzi e con risultati artistici scadenti; ciò nonostante da alcuni di essi continua a trasparire a tratti la grandezza di Keaton attore. Inoltre, grazie alla distribuzione dei cortometraggi della Columbia, Keaton si fece in qualche modo pubblicità. Gli addetti ai lavori infatti (registi e produttori) si resero conto che Keaton era sobrio e in ottima forma, e che non disdegnava alcun ruolo. Gradualmente aumentarono per lui gli ingaggi per altri film, come comparsa, regista non accreditato e gag-man. Nel 1940, dopo aver concluso il lavoro con la Columbia, rifiutò un rinnovo del contratto e lavorò come gag-man alla Metro-Goldwyn-Mayer, partendo con un salario di 100 dollari a settimana per poi ottenere un aumento a 300 dollari.

### Il terzo e definitivo matrimonio
Nel 1938, durante una partita di bridge, Buster conobbe una giovane promettente ballerina: Eleanor Ruth Norris (1918-1998). Eleanor era una ballerina professionista dall'età di quattordici anni e da qualche anno lavorava nei più famosi musical della Metro-Goldwyn-Mayer e della Universal Studios Hollywood. Nonostante fosse molto giovane, era una ragazza "dura", matura e decisa, che «conosceva già il mondo e sapeva affrontarlo». Desiderosa di imparare il gioco del bridge, aveva accettato il suggerimento di frequentare proprio la casa di Keaton, considerato uno dei più grandi esperti del gioco di tutta Hollywood, oltre ad essere ritenuto un paziente maestro.
Per circa sei mesi fra Keaton e la giovane ballerina intercorse solo una normale frequentazione tra conoscenti. Quando un giocatore del gruppo la rimproverò per avere giocato una pessima mano, lei sbottò furiosa, difendendosi energicamente, e per la prima volta Keaton si accorse realmente della giovane: come Eleanor Norris spiegò in seguito, la loro storia d'amore cominciò in quell'attimo. Lei non aveva mai visto un film di Keaton, ma s'innamorò di lui per la sua gentilezza e le sue buone maniere.
I due convolarono a nozze il 29 maggio 1940, in seguito alla proposta matrimoniale della ragazza stessa quattro mesi prima. Nonostante le obiezioni di parenti e amici, la loro fu un'unione molto felice e, a detta di Jeffrey Vance, salvò la vita e la carriera del marito dall'alcolismo, aiutandolo e sostenendolo costantemente in ogni maniera. Fu una delle coppie più longeve e innamorate di Hollywood, e quando la Norris rimase vedova non si risposò e non ebbe alcuna relazione sentimentale o flirt.

### Riavvicinamento con i figli
Nel giugno del 1938, i figli James e Robert (ormai due adolescenti di sedici e quattordici anni) si presentarono alla casa di Keaton, intenzionati a riprendere i rapporti con il padre dopo cinque anni di lontananza, nonostante il parere contrario della madre. Nella sua autobiografia, Keaton definì questo momento come uno dei più belli della sua vita. Da allora egli continuò a ricevere regolarmente le visite dei figli, e con il passare degli anni si aggiunsero le nuore e i sei nipoti.

### La carriera successiva, la televisione e i riconoscimenti
Nel 1949 ritornò a recitare nel ruolo di coprotagonista in un film della Metro-Goldwyn-Mayer, I fidanzati sconosciuti, diretto da Robert Z. Leonard (1949). Sempre in quell'anno, il critico cinematografico James Agee scrisse su di lui un'ottima recensione: un articolo per Life riguardante il periodo del muto. Protagonisti di questa recensione furono Keaton, Charlie Chaplin, Harold Lloyd e Harry Langdon: per Keaton fu l'inizio della riscoperta da parte del pubblico. Nel dicembre di quell'anno apparve per la prima volta in televisione nel programma di Ed Wynn dove ripropose il primo sketch fatto nel 1917 con Roscoe Arbuckle.
Keaton diventò gradualmente un personaggio molto presente sugli schermi televisivi e negli spot commerciali, sempre più noto a un nuovo pubblico. La televisione riportò all'attenzione del pubblico i suoi film di successo, facendo sì che venisse riscoperto il suo talento. Inoltre recitò nel ruolo del vecchio pianista in Luci della ribalta (1952), nel quale fece da spalla al suo grande amico e rivale Chaplin.
Nel 1950 Keaton partecipa, con un cameo, interpretando se stesso, nel film che è considerato un capolavoro di Hollywood per la regia e sceneggiatura di Billy Wilder, un omaggio alla grande epopea del cinema muto e la decadenza delle star e di tutto quel mondo :" Viale del tramonto" ( Viale del tramonto ) .

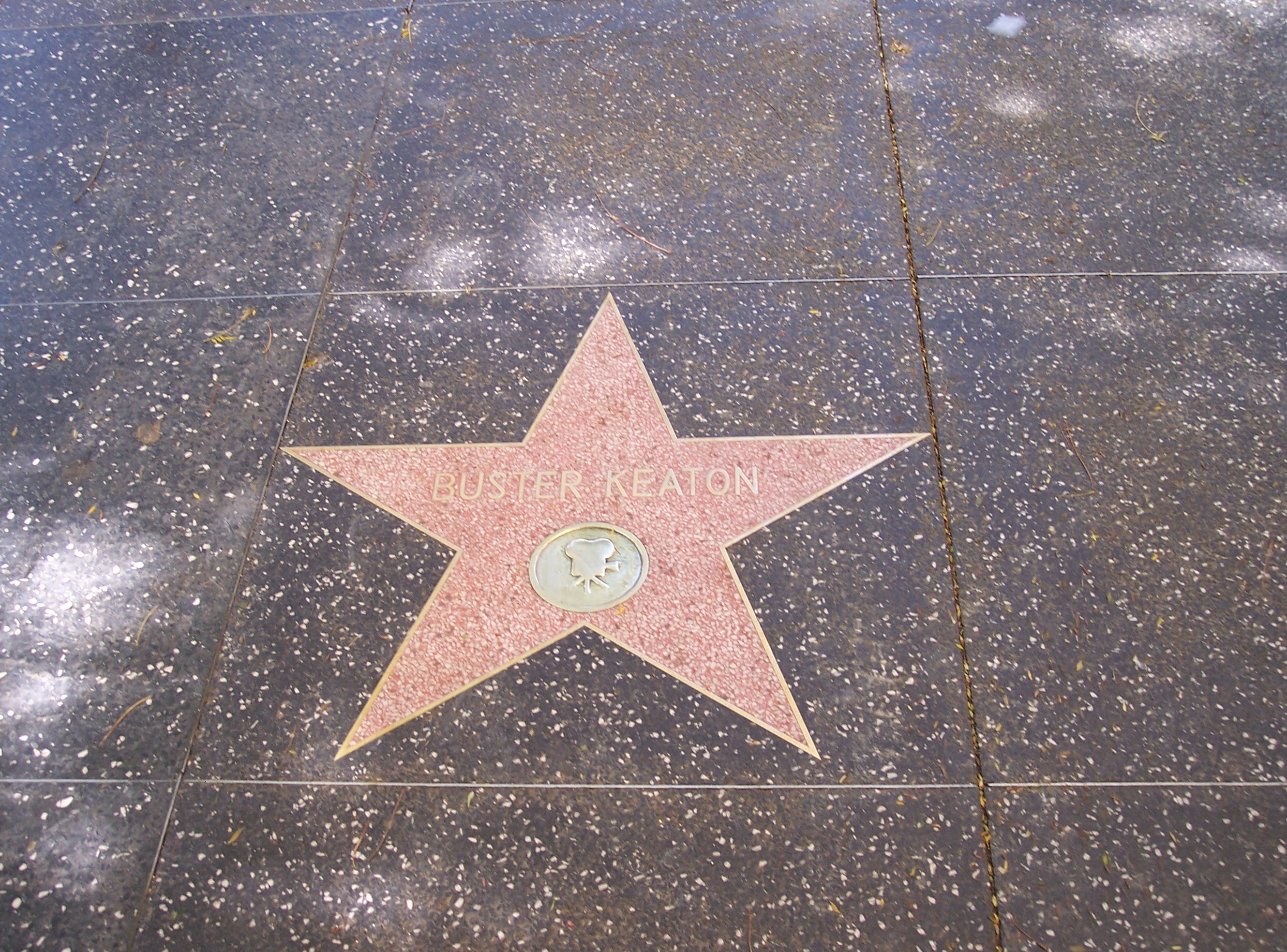
Riconoscimento cinematografico sul Walk of Fame di Hollywood

Nel 1955 ricevette il premio George Eastman Award insieme ad altri colleghi del cinema muto, compresi quelli assenti come l'ormai esiliato Chaplin e Norma Talmadge. Tornato a casa, ebbe un'emorragia grave all'esofago, e per alcune settimane i medici disperarono di salvarlo. Tuttavia riuscì a riprendersi e collaborò alla realizzazione di un film sulla sua vita, La storia di Buster Keaton, che in realtà di Keaton ha solo il nome. La produzione aveva pagato un'ingente somma di denaro per i diritti per realizzare il film, e questo permise a Keaton di comprare una casa a San Fernando Valley e delle terre. Ormai il benessere era assicurato, grazie anche agli ingenti guadagni derivanti dagli spot.
Nel 1961 partecipò al 13º episodio della terza stagione della serie Ai confini della realtà (The Twilight Zone) e altri ancora; prese parte anche ad alcuni episodi di Candid Camera. Nel 1959 aveva scritto, insieme a C. Samuels, un libro di memorie: My Wonderful World of Slapstick (poi pubblicato anche in Italia con il titolo Memorie a rotta di collo), pubblicato l'anno successivo. Partecipò anche ad alcune tournée del Circo Medrano tra il 1947 e il 1954 insieme con la moglie Eleanor. Intanto il nuovo socio di Keaton Raymond Rohauer ottenne dal nuovo proprietario della Italian Villa, James Mason, dei film che si riteneva fossero andati perduti: erano invece nascosti in una cassa dimenticata dentro una stanza dell'ex dimora dei Keaton. Furono restaurati e ridistribuiti.

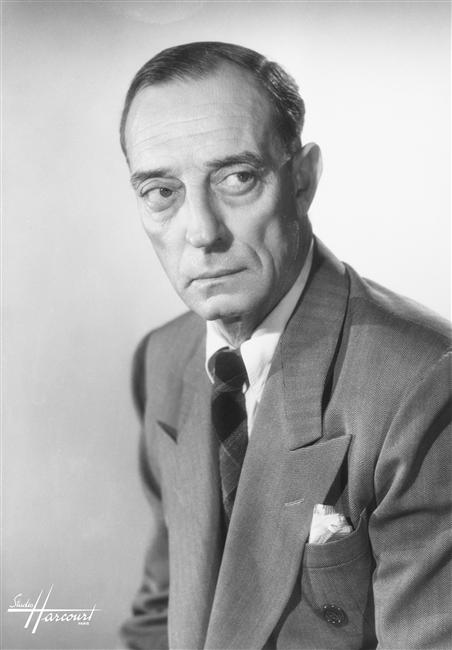
Buster Keaton nel 1947

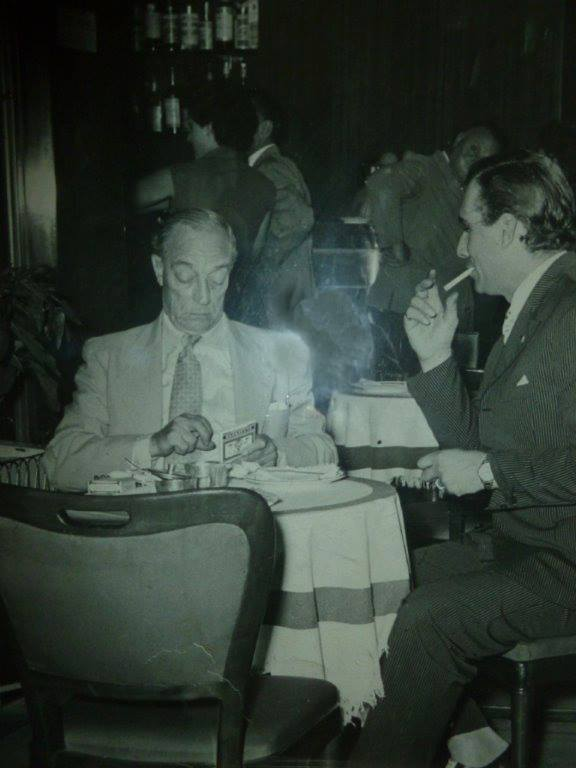
Buster Keaton a Milano nel 1954

Nel 1957 fu ospite a This Is Your Life, ma anche in programmi come I Have Got a Secret e molti altri. Nel 1960 il cinema riconobbe il suo grande contributo artistico assegnandogli l'Oscar onorario. Nel 1962 venne distribuito nuovamente nei cinema europei Come vinsi la guerra, ottenendo il successo che non era riuscito ad avere nel 1927.
A questo punto Keaton dichiarò di volersi ritirare, ma negli anni sessanta era ancora sulla breccia. Nel 1964 fu protagonista del cortometraggio canadese Railrodder e del relativo documentario Buster Keaton Rides Again. Partecipò anche al film italiano Due marines e un generale (1965) in cui recitò a fianco di Franco e Ciccio: Keaton recitò muto per tutto il tempo e solo nel finale disse l'unica battuta: "Grazie". Nel settembre di quell'anno fu ospite d'onore a Venezia per il suo ruolo dell'uomo che cancella sé stesso nel cortometraggio Film (1964), unico film del drammaturgo Samuel Beckett.

### Morte

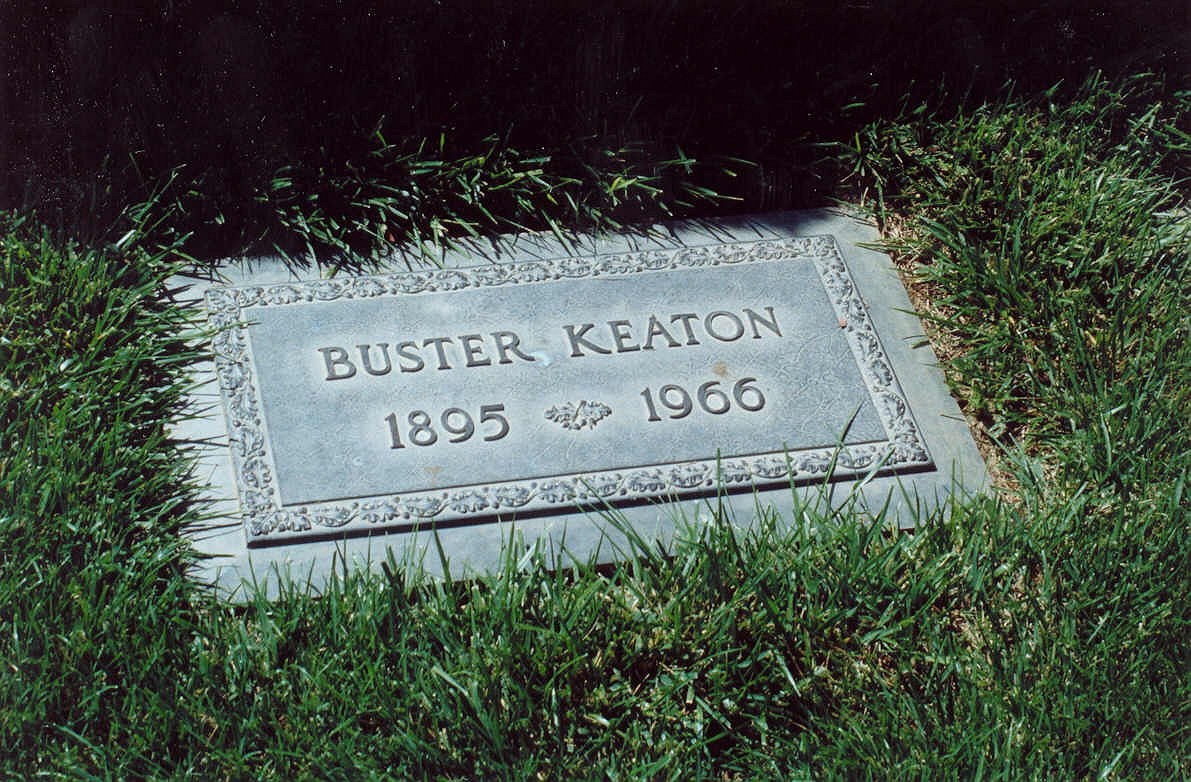
La lapide di Keaton, accanto a quella dell'attore Marty Feldman (non inquadrata)

Tenuto all'oscuro dalla moglie e dai figli di essere un malato terminale, Buster morì il 1º febbraio 1966 per un cancro ai polmoni, poco dopo la fine delle riprese del suo ultimo film, Dolci vizi al foro (A Funny Thing Happened on the Way to the Forum), all’età di 70 anni. La moglie in seguito raccontò che morì poco dopo aver giocato tranquillamente a carte con i suoi amici e ciò è confermato anche dal documentario del 1987 Buster Keaton: Un genio difficile da imitare di Kevin Brownlow e David Gill. 
Keaton riposa nel Forest Lawn Memorial Park di Los Angeles, California. Per più di trent'anni, la vedova svolse una assidua attività per mantenere viva la memoria del marito fino alla propria morte nell'ottobre del 1998. La sua opera viene continuata dalla nipote di Keaton (figlia del suo primogenito) Melissa Talmadge Cox e da Harry Keaton jr (figlio del fratello minore di Keaton)

### Il sorriso di Buster Keaton
Eleanor Keaton si sentiva chiedere spesso se nel privato il marito sorridesse: lei rispondeva ogni volta che non solo sorrideva, ma che rideva: "Buster - disse - aveva una splendida risata". Marion Meade (avvalendosi dell'opinione di un esperto del campo) afferma che la sua freddezza, la sua "maschera" inespressiva, fosse dovuta a un trauma, a un intimo disagio dovuto al suo sfruttamento da parte del padre durante il periodo del vaudeville. Di opinione contraria Imogen Sara Smith e altri: essi spiegano che era una semplice scelta artistica di Buster, come egli stesso, del resto, aveva dichiarato più volte. Keaton riteneva un comico che ride di sé stesso poco credibile.
Nel 1965 il cinegiornale della Rai riporta un'intervista veloce a Buster Keaton, risalente al periodo in cui l'attore era a Roma per le riprese di Due marines e un generale. In questa occasione Keaton stesso spiega che era sempre stato sul palcoscenico fin da piccolo insieme con il padre, e già da allora aveva capito che per fare ridere il pubblico bisognava avere un'espressione triste e glaciale: a poco a poco si era dimenticato di avere quella maschera, rendendosene conto solo durante i primi film.

### La questione del suo analfabetismo
Raymond Rohauer, ultimo manager di Keaton, raccontava spesso che il comico era un analfabeta e un uomo privo di cultura. Egli in effetti, sotto insistenza peraltro dei nonni materni, fu mandato a scuola, ma il suo carattere esuberante fece sì che il bimbo venisse cacciato. La madre allora decise di insegnargli a leggere e scrivere. Keaton dunque mancava di scolarizzazione, ma sapeva leggere, scrivere e tenere dei libri contabili precisi e accurati, anche se questo era un compito che non amava, preferendo, se possibile, delegarlo ad altri. L'attore era inoltre molto portato per le attività meccaniche e il modellismo (passione, quest'ultima, che i suoi figli ereditarono).
Infine, gestire e produrre i film richiedeva una certa capacità organizzativa, nonché precisione e inventiva. Questi erano peraltro alcuni dei requisiti necessari anche nel gioco del bridge, in aggiunta alla fantasia e alla prontezza di spirito: difatti Keaton era considerato all'epoca un eccellente giocatore. Quando lavorava nei film sonori della MGM, Buster Keaton doveva recitare anche in lingua straniera (non esisteva il doppiaggio in quei primi anni) e si dimostrava molto versatile.
Keaton era perfettamente consapevole di non avere una cultura di base, preferiva quindi non interessarsi di politica; era, tuttavia, una persona che teneva gli occhi aperti su quello che lo circondava, e questo spirito di osservazione è presente nei suoi lavori in ogni periodo della sua vita, anche negli ultimi anni. Infatti non disprezzava la modernità e non la guardava con sospetto: lo dimostra il fatto che conosceva e ascoltava Elvis Presley e i Beatles.

### Alcolismo
Molto si è detto sull'alcolismo di Buster Keaton. Per certo questa dipendenza raggiunse livelli allarmanti tra il 1932 e il 1935, ma seguì un periodo di totale astinenza fino al 1940, anno in cui riprese a bere, ma non in maniera patologica: all'epoca, infatti, si era sposato da poco con Eleanor Norris e, come suggerisce Imogen Sara Smith nella sua biografia, con molta probabilità Keaton aveva fiducia nel proprio autocontrollo o - più semplicemente - sapeva che la sua giovane e attenta moglie gli avrebbe impedito di eccedere. Fino al 1955 Keaton consumò alcool e liquori in qualche occasione (mai quando lavorava), ma dopo aver sofferto a causa di una grave emorragia (che lo portò quasi alla morte) scelse di rinunciare agli alcolici, fatta eccezione per due birre al giorno prima dei pasti. Morì di cancro.

### Le presunte difficoltà economiche
Keaton non ebbe mai gravi difficoltà finanziarie, ma senz'altro ha trascorso dei momenti critici in quanto, a causa dei divorzi e della difficoltà di trovare ingaggi migliori, doveva mantenere la madre e i suoi due fratelli che non lavoravano. Con il terzo matrimonio, le condizioni economiche della famiglia Keaton migliorarono, dato che la giovane moglie Eleanor lavorava come ballerina alla Metro-Goldwyn-Mayer e aveva uno stipendio fisso, sicché per circa dieci anni la "terza signora Keaton" fu di fatto considerata la capofamiglia.
Quando Keaton incominciò a lavorare per la televisione, la situazione finanziaria migliorò notevolmente e, grazie ai diritti d'autore del film The Buster Keaton Story (1957), i coniugi Keaton (che avevano cominciato a vivere da soli dopo la morte della madre di Keaton nel 1955) poterono permettersi di comprare il ranch dei loro sogni e delle terre a San Fernando Valley, di cui Keaton divenne sindaco onorario. Si susseguirono numerosi ingaggi per la pubblicità commerciale, la televisione e anche per alcuni ruoli cinematografici, abbastanza per consentire a Keaton una vita agiata. Come ribadì la terza moglie, Keaton guadagnava come in passato, grazie anche ai diritti d'autore per i suoi film muti.

## Linguaggio cinematografico

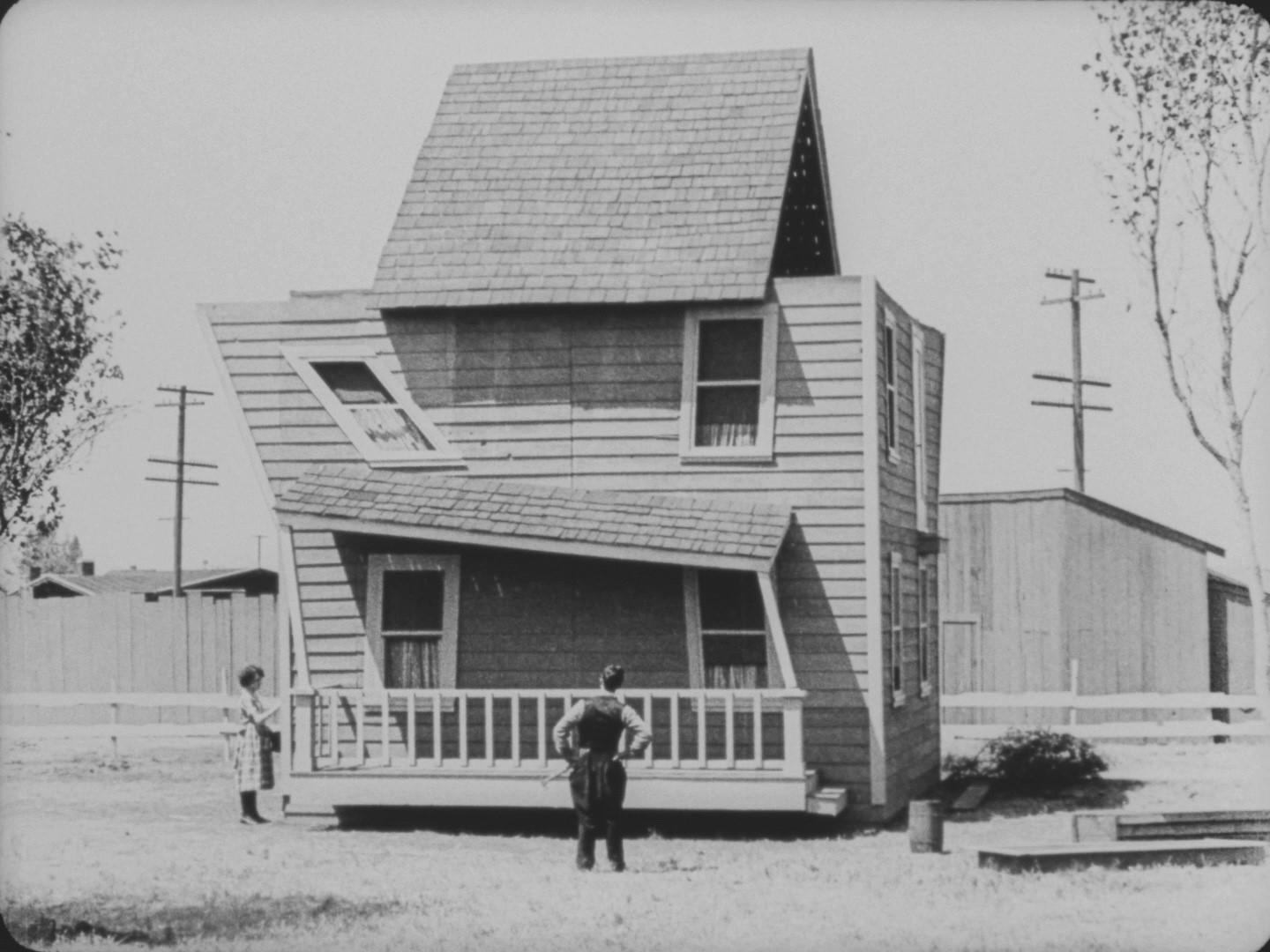
La casa scombussolata di Una settimana (1920)

Buster Keaton è stato uno dei mostri sacri del cinema muto a Hollywood, quella stagione del cinema statunitense tra il 1915 e il 1928, come Charlie Chaplin o Erich von Stroheim. Il suo cinema fu un meccanismo con continui rovesciamenti di senso, all'insegna di un esercizio continuo della logica: gli oggetti cambiano di senso, le azioni semplici diventano complesse e quelle impossibili diventano facilissime, ciò che sembra innocuo diventa un pericolo e le avversità si rivelano aiuti impensati.

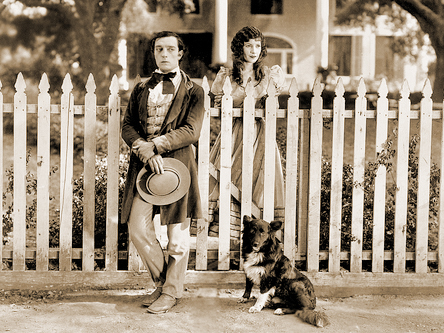
La legge dell'ospitalità (1923)

La palla nº 13 (1924)

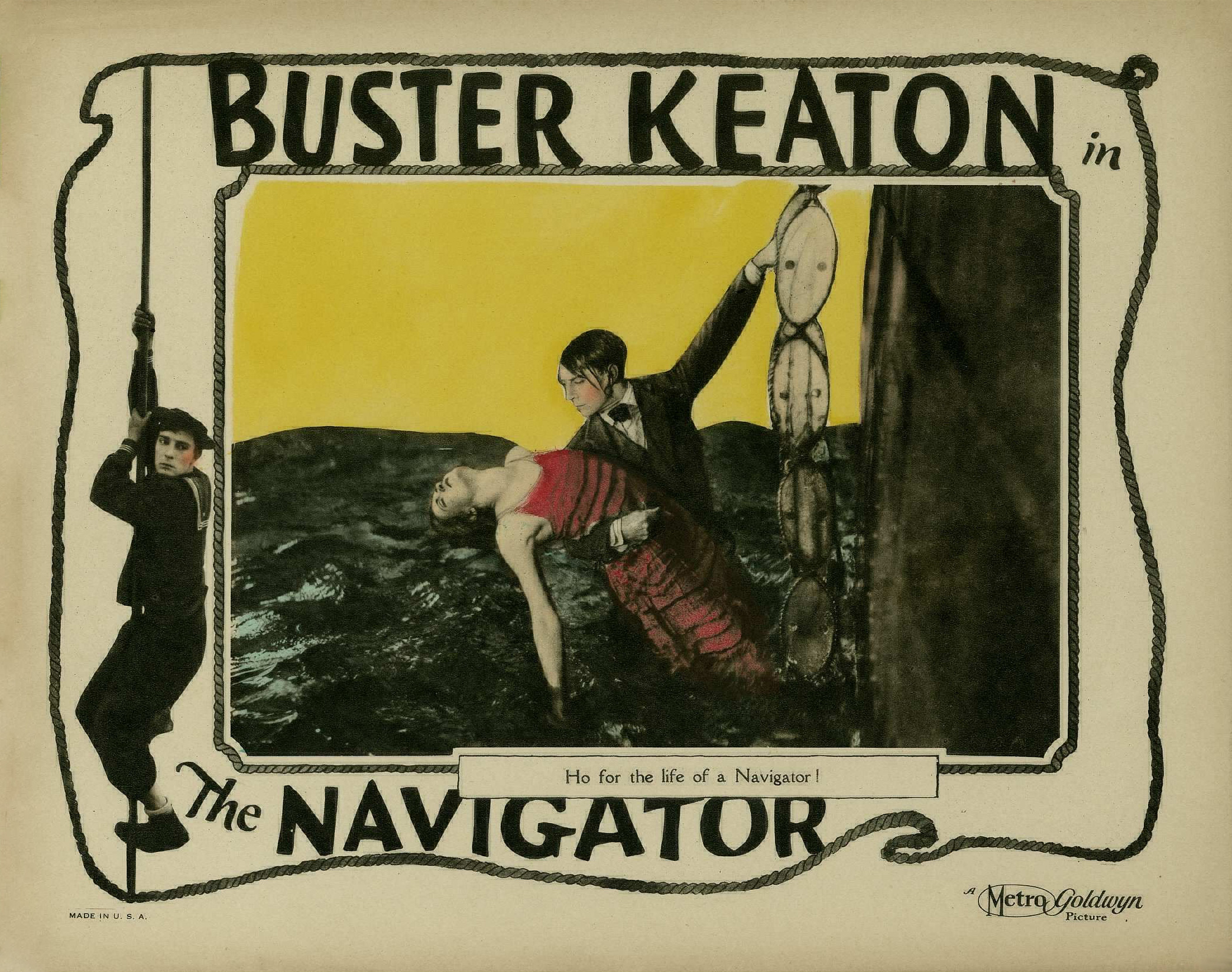
Il navigatore (1924)

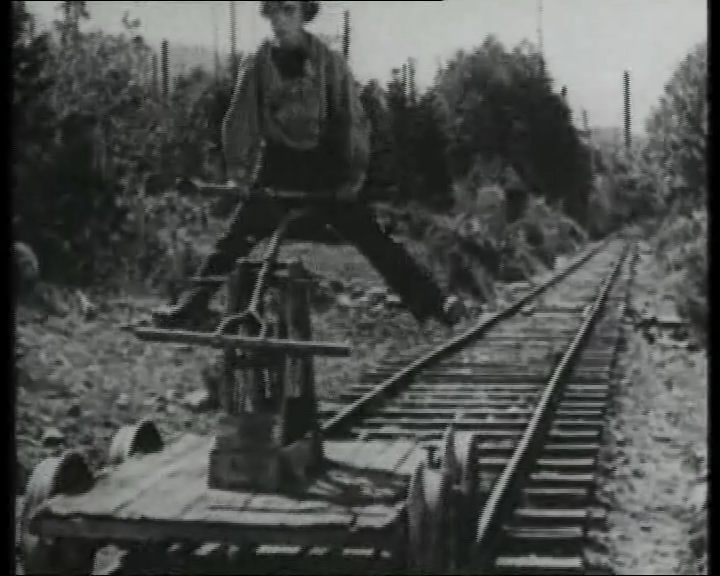
Come vinsi la guerra (1926)

Io... e il ciclone (1928)

Nei suoi film il mondo reale diventa astratto, surreale, tutto ciò che è sbagliato è anche giusto e viceversa. Per esempio ne Il maniscalco (1922) un'inquadratura da lontano sembra mostrarlo intento a lavorare al fuoco, mentre invece si sta cuocendo due uova al tegamino; in Una settimana una casa prefabbricata montata male diventa una giostra che ruota su sé stessa, ma alla fine gli abitanti scendono ringraziando per il giro.

## Filmografia
La quasi totalità dei cortometraggi interpretati tra il 1917 e il 1923 non ha visto una normale distribuzione cinematografica e i titoli italiani sotto riportati sono quelli con cui sono stati pubblicati in una raccolta in 6 DVD.

### Cortometraggi con Arbuckle
Film di due bobine, della durata tra i 18 e i 25 minuti della Comique Foil Corp. interpretati da Keaton e scritti e diretti da Roscoe "Fatty" Arbuckle, tranne ove indicato:
- Fatty macellaio (The Butcher Boy) (aprile 1917)
- La casa tempestosa (The Rough House) (giugno 1917), scritto e diretto da Buster Keaton
- Le nozze di Fatty (His Wedding Night) (agosto 1917)
- Oh, dottore (Oh? Doctor!) (settembre 1917)
- Fatty alla festa (Coney Island) (ottobre 1917)
- A Country Hero, regia di Roscoe 'Fatty' Arbuckle (1917)
- Nel West (Out West) (gennaio 1918)
- Il fattorino (The Bell Boy) (marzo 1918)
- Chiaro di luna (Moonshine) (maggio 1918)
- Buonanotte, infermiera (Goodnight, Nurse) (luglio 1918)
- Il cuoco (The Cook) (settembre 1918)
- Retroscena (Backstage) (settembre 1919)
- Il rustico (The Hayseed) (ottobre 1919)
- Il garage (The Garage) (dicembre 1919)

### Film muti nel periodo d'oro
Lungometraggio (sette bobine) per la Metro Pictures Corp. in cui Keaton è solo attore:
- Lo sciocco (1920)

Cortometraggi (due bobine) con soggetto, sceneggiatura e interpretazione di Keaton. La regia, a meno di indicazione diversa, è di Keaton e Eddie Cline:
- Una settimana (One Week) (settembre 1920)
- Il carcerato n. 13 (Convict 13) (ottobre 1920)
- Lo spaventapasseri (The Scarecrow) (novembre 1920)
- I vicini (Neighbors) (dicembre 1920)
- La casa stregata (The Haunted House) (febbraio 1921)
- Fortuna avversa (Hard Luck) (marzo 1921)
- Tiro a segno (The High Sign) (aprile 1921)
- Il capro espiatorio (The Goat), regia di Buster Keaton e Malcolm St. Clair (maggio 1921)
- Il teatro (The Playhouse) (ottobre 1921)
- La barca (The Boat) (novembre 1921)
- Il viso pallido (The Paleface) (dicembre 1921)
- I poliziotti (Cops) (febbraio 1922)
- I genitori di mia moglie (My Wife's Relations) (giugno 1922)
- Il maniscalco (The Blacksmith), regia di Buster Keaton e Malcolm St. Clair (luglio 1922)
- Il nord ghiacciato (The Frozen North) (agosto 1922)
- Sogni a occhi aperti (Daydreams) (tre bobine, settembre 1922)
- La casa elettrica (The Electric House) (ottobre 1922)
- Il matto sul pallone (The Balloonatic) (gennaio 1923)
- Il nido d'amore (The Love Nest), regia di Buster Keaton (marzo 1923)

Mediometraggi e lungometraggi del periodo del muto. La regia, a meno di indicazione diversa, è dello stesso Keaton che ne è anche interprete:
- Senti, amore mio (The Three Ages), conosciuto anche come L'amore attraverso i secoli, regia di Buster Keaton e Eddie Cline (agosto 1923)
- La legge dell'ospitalità (Our Hospitality), conosciuto anche come Accidenti, che ospitalità!, regia di Buster Keaton e John Blystone (novembre 1923)
- La palla nº 13 (Sherlock jr.) conosciuto anche come Calma signori miei, regia di Buster Keaton (aprile 1924)
- Il navigatore (The Navigator), regia di Buster Keaton e Donald Crisp, (ottobre 1924)
- Le sette probabilità (Seven Chances) (marzo 1925)
- Io e la vacca (Go West), conosciuto anche come Andate al West (novembre 1925)
- Io e la boxe (Battling Butler), conosciuto anche come Se perdo la pazienza... (agosto 1926)
- Come vinsi la guerra (The General), regia di Buster Keaton e Clyde Bruckman (febbraio 1927)
- Tuo per sempre (College), regia di James W. Horne (settembre 1927)
- Io... e il ciclone (Steamboat Bill jr.), regia di Charles Reisner (maggio 1928)
- Il cameraman (The Cameraman), regia di Edward Sedgwick, conosciuto anche come Io... e la scimmia (settembre 1928)
- Io... e l'amore (Spite Marriage), regia di Edward Sedgwick (aprile 1929)

### Primi film sonori
A meno di indicazione diversa si tratta di lungometraggi:
- Hollywood che canta (The Hollywood Revue of 1929), regia di Charles F. Reisner (1929)
- The Voice of Hollywood, regia di Louis Lewyn, cortometraggio (1930)
- Chi non cerca... trova (Free and Easy), regia di Edward Sedgwick (1930)
- Il guerriero (Doughboys), regia di Edward Sedgwick (1930)
- Io... e le donne conosciuto anche come Salotto, camera e servizi (Parlor, Bedroom and Bath), regia di Edward Sedgwick (1931)
- Il milionario (Sidewalks of New York), regia di Jules White e Zion Myers (1931)
- I gioielli rubati (The Stolen Jools), conosciuto anche come The Slippery Pearls, regia di William C. McGann, cortometraggio (1931)
- Chi la dura la vince (The Passionate Plumber), regia di Edward Sedgwick (1932)
- Il professore (Speak Easily), regia di Edward Sedgwick (1932)
- Viva la birra (What! No Beer?), regia di Edward Sedgwick (1933)
- Hollywood on Parade, regia di Louis Lewyn, cortometraggio (1933)

### Cortometraggi Educational Pictures
A meno di diversa indicazione la regia è di Charles Lamont:
- The Gold Ghost (1934)
- Allez Oop, regia di Buster Keaton e Charles Lamont (1934)
- Vi sfido io (1935)
- One Run Elmer (1935)
- Hayseed Romance (1935)
- Tars and Stripes (1935)
- The E Flat Man (1935)
- The Timid Young Man, regia di Mack Sennett (1935)
- Three on a Limb (1936)
- Grand Slam Opera (1936)
- Blue Blazes, regia di Raymond Kane (1936)
- The Chemist, regia di Al Christie (1936)
- Mixed Magic, regia di Raymond Kane (1936)
- Jail Bait (1937)
- Ditto (1937)
- Love Nest on Wheels (1937)

### Cortometraggi Columbia
A meno di diversa indicazione la regia è di Jules White:
- Pest from the West, regia di Del Lord (1939)
- Mooching Through Georgia (1939)
- Nothing But Pleasure (1940)
- Pardon My Berth Marks (1940)
- The Taming of the Snood (1940)
- Spook Speaks (1940)
- His ex Marks the Spot, regia di Del Lord (1940)
- So You Won't Squawk (1941)
- General Nuisance (1941)
- She's Oil Mine (1941)

### Altri film

Buster Keaton e Silvana Pampanini nel film L'incantevole nemica

- Il re dei Campi Elisi (Le roi des Champs Élysées), regia di Max Nosseck (1935)
- Carambola d'amore (The Invader - An Old Spanish Custom), regia di Adrian Brunel (1935)
- La fiesta de Santa Barbara, regia di Louis Lewyn, cortometraggio (1936)
- Life in Sometown, Usa, regia di Buster Keaton, cortometraggio (1938)
- Hollywood Handicap, regia di Buster Keaton, cortometraggio (1938)
- Streamlined Swing, regia di Buster Keaton, cortometraggio (1938)
- Hollywood Cavalcade, regia di Irving Cummings e Malcolm St. Clair (1939)
- The Villain Still Pursued Her, regia di Edward F. Cline (1939)
- Il villaggio più pazzo del mondo (Li'l Abner), regia di Albert S. Rogell (1940)
- Forever and a Day, film a episodi (1943)
- San Diego, I Love You, regia di Reginald Le Borg (1944)
- That's the Spirit, regia di Charles Lamont (1945)
- Stanotte t'ho sognato (That Night with You), regia di William A. Seiter (1945)
- God's Country, regia di Robert Emmett Tansey (1946)
- Buster Keaton nella luna (El moderno Barba Azul), regia di Jaime Salvador (1946)
- The Lovable Cheat, regia di Richard Oswald (1949)
- I fidanzati sconosciuti (In the Good Old Summertime), regia di Robert Z. Leonard (1949)
- You're My Everything, regia di Walter Lang (1949)
- Un duel à mort, regia di Pierre Blondy (1950)
- Viale del tramonto (Sunset Boulevard), regia di Billy Wilder (1950)
- Luci della ribalta (Limelight), regia di Charlie Chaplin (1952)
- L'incantevole nemica, regia di Claudio Gora (1952)
- Paradise for Buster, regia di Del Lord (1952)
- Il giro del mondo in ottanta giorni (Around the World in Eighty Days), regia di Michael Anderson (1956)
- Le avventure di Huck Finn (The Adventures of Huckleberry Finn), regia di Michael Curtiz (1960)
- The Devil to Pay, regia di Herb Skoble (1960)
- The Triumph of Lester Snapwell, regia di James Calhoun (1962)
- Questo pazzo, pazzo, pazzo, pazzo mondo (It's a Mad, Mad, Mad, Mad World), regia di Stanley Kramer (1963)
- Pigiama party, regia di Don Weis (1964)
- Beach Blanket Bingo, regia di William Asher (1965)
- How to Stuff a Wild Bikini, regia di William Asher (1965)
- Sergeant Dead Head, regia di Norman Taurog (1965)
- Film, regia di Alan Schneider, cortometraggio (1964)
- Il ferroviere (The Railrodder), regia di Gerald Potterton, cortometraggio (1965)
- Buster Keaton Rides Again, regia di John Spotton (1965)
- Due marines e un generale, regia di Luigi Scattini (1965)
- The Scribe, regia di John Sebert, cortometraggio (1966)
- Dolci vizi al foro (A Funny Thing Happened on the Way to the Forum), regia di Richard Lester (1966)

### Televisione
- Screen Directors Playhouse – serie TV, episodio 1x12 (1955)
- The Eddie Cantor Comedy Theater – serie TV, episodio 1x38 (1955)
- Ai confini della realtà (The Twilight Zone) – serie TV, episodio 3x13 (1961)
- La legge di Burke (Burke's Law) – serie TV, episodio 1x32 (1964)
- The Greatest Show on Earth – serie TV, episodio 1x30 (1964)

### Documentari
- Buster Keaton: Un genio difficile da seguire (Buster Keaton: A hard act to follow) regia di Kewin Brownlow e David Gill (1987)

## Doppiatori italiani
- Cesare Polacco in Viale del tramonto, Luci della ribalta
- Stefano Sibaldi in La meravigliosa illusione
- Nino Pavese in Il giro del mondo in 80 giorni
- Leonardo Severini in Le avventure di Huck Finn
- Riccardo Cucciolla in Due marines e un generale
- Gino Baghetti in Dolci vizi al foro